# Germanus (Feldherr)
Germanus († 550) war ein Feldherr des oströmischen Kaisers Justinian I.

## Leben
Germanus war ein Neffe Kaiser Justins I. und damit ein Vetter (nicht, wie auch in der Literatur oft zu finden, Neffe) Justinians I. Seine erste Frau hieß Passara und war von vornehmer Herkunft (aus dem Geschlecht der Anicii?). Aus der Ehe stammten drei Kinder: Justin, Justinian und Justina. Aus einer Notiz bei Jordanes geht hervor, dass Germanus zudem auf eine heute nicht mehr nachvollziehbare Weise selbst mit dem bedeutenden Geschlecht der Anicii verwandt war.
Germanus entwickelte sich zu einem sehr talentierten General, wurde zum magister militum per Thracias und später zum magister militum praesentalis ernannt. Zudem trug er den Titel patricius und bekleidete den Rang eines gewesenen Consuls. 536 reiste er nach Africa und beendete dort die Revolte des Stotzas; anschließend organisierte er die dortige Verwaltung erfolgreich um. 540 wurde er nach Antiochia am Orontes geschickt, um die Verteidigung gegen den Sassanidenkönig Chosrau I. zu organisieren. Als er dort mit nur 300 Mann – wohl seiner Leibgarde – ankam, fand er die Verteidigungsanlagen in einem teils mangelhaften Zustand vor und sah sich außer Stande, effektiven Widerstand zu organisieren, zumal die versprochenen Verstärkungen nicht eintrafen. Er verließ die Stadt daher vor dem Eintreffen der Perser wieder. 541 kehrte er nach Konstantinopel zurück. Während dieser ganzen Zeit setzte Justinian I. großes Vertrauen in seinen Vetter, was jedoch seine Frau Theodora zu unterminieren versuchte. Nach ihrem Tod 548 genoss Germanus auch weiterhin das Vertrauen Justinians, zumal er in ein Mordkomplott gegen den Kaiser verwickelt wurde, sich aber loyal verhielt.
550 wurde Germanus damit beauftragt, den Widerstand des Ostgotenkönigs Totila in Italien zu brechen; zu diesem Zweck hob Germanus eine neue Armee aus und heiratete Matasuentha, die Enkelin des Ostgotenkönigs Theoderichs des Großen. Dies stellte eine Verbindung zwischen dem Kaiserhaus, dem gotischen Königsgeschlecht der Amaler und der mächtigen gens Anicia her. Offenbar sollte damit den Ostgoten und den weströmischen Senatoren die Integration in das Imperium erleichtert und ihr Widerstand erschwert werden. Bevor es zum Kampf mit Totila kommen konnte, schlug Germanus noch eine Invasion von Slawen zurück; kurz darauf erkrankte er und verstarb in Serdica, unmittelbar vor der Abreise nach Italien. 
Germanus hatte bis dahin als erster Anwärter auf die Thronfolge gegolten. Ob er von Justinian als neuer Augustus des Westens vorgesehen war, wie manche Quellen nahelegen, ist unklar; eigentlich wäre in diesem Fall eine Erhebung des Germanus zumindest zum Caesar bereits vor seinem Aufbruch zu erwarten gewesen.
Prokopios von Caesarea berichtet in seinem Geschichtswerk insgesamt sehr positiv über Germanus; er beschreibt ihn als aufrichtig und freundlich, als energischen und fähigen Kommandeur und Administrator, der zudem loyal zum Kaiser stand. 
Aus der Ehe zwischen Germanus und Matasuentha ging ein Sohn hervor, der ebenfalls den Namen Germanus trug, aber erst nach dem Tod seines Vaters geboren wurde (daher der Beiname Postumus). Ob dieser Sohn in den folgenden Jahrzehnten noch eine wichtige Rolle spielte, ist unklar. Ein Mann namens Germanus heiratete jedenfalls 582 eine Tochter des Kaisers Tiberios I. und wurde zusammen mit dem späteren Kaiser Maurikios zum Caesar und Thronfolger erhoben (siehe Germanus (Caesar)). Germanus hieß auch der Schwiegervater von Theodosius, dem ältesten Sohn des Maurikios. Er wurde 602 in den Sturz dieses Herrschers sowie in eine Verschwörung gegen dessen Nachfolger Phokas verwickelt und 605 hingerichtet.